# Karyn Polito

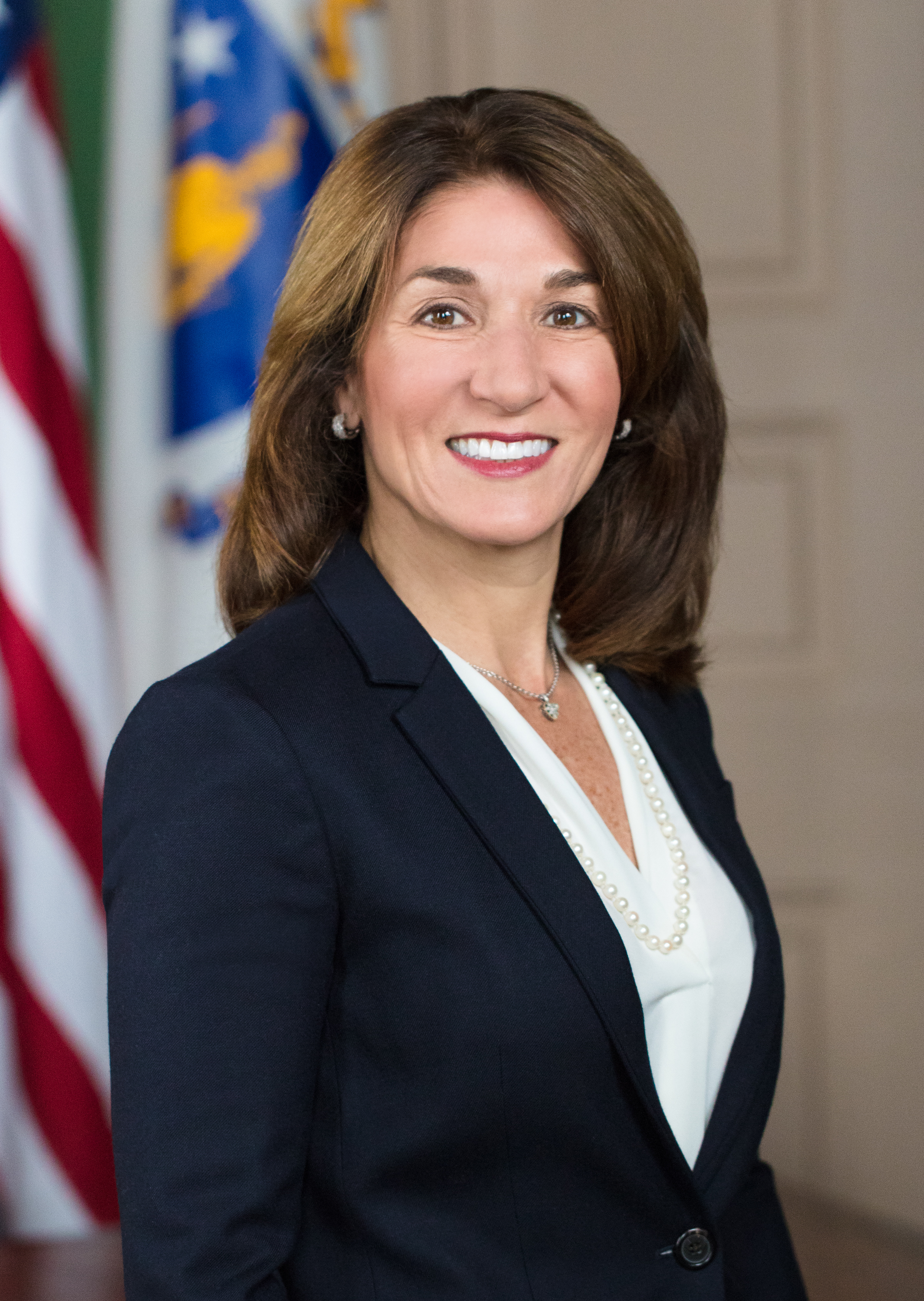
Karyn Polito (2018)

Karyn Polito (* 11. November 1966 in Shrewsbury, Massachusetts) ist eine US-amerikanische Politikerin der Republikanischen Partei. Sie gehörte seit 2001 dem Repräsentantenhaus von Massachusetts an und wurde 2014 zur Vizegouverneurin ihres Bundesstaates gewählt. Das Amt als Stellvertreterin des neuen Gouverneurs Charlie Baker trat sie am 8. Januar 2015 an.

## Leben
Polito besuchte zunächst das Boston College, das sie 1988 mit einem Bachelor of Science abschloss. Später absolvierte sie auch einen Lehrgang an der New England School of Law. Beruflich war sie zeitweise auch in der Immobilienbranche tätig. Als Mitglied der Republikanischen Partei gehörte dem Stadtrat ihrer Heimatstadt Shewsbury an.
Im November 2000 kandidierte sie erfolgreich für das Repräsentantenhaus von Massachusetts, dem sie seit Januar 2001 als Abgeordnete angehört. Im zweijährigen Turnus wurde Polito bis einschließlich 2012 regelmäßig im Amt bestätigt. Bei einigen Wahlen konnte sie ihr Mandat sogar ohne Gegenkandidaten erringen. In der Parlamentskammer gehörte sie unter anderem den Ausschüssen für Telekommunikation, Arbeit und Drogenmissbrauch an. 2010 kandidierte sie für ihre Partei als State Treasurer und damit erstmals für einen bundesstaatlichen Posten; allerdings musste sie sich dem demokratischen Amtsinhaber Steven Grossman geschlagen geben.
Im Dezember 2013 erklärte sie ihre Kandidatur für das Amt des Vizegouverneurs von Massachusetts. Bei den parteiinternen Vorwahlen der Republikaner wurde Polito einstimmig gewählt. Obwohl in Massachusetts die Vorwahlen für die Posten des Gouverneurs und dessen Stellvertreter getrennt abgehalten werden, stehen beide am eigentlichen Wahltag gemeinsam als Duo auf dem Stimmzettel. Bei der Gouverneurswahl am 4. November 2014 trat sie daher gemeinsam mit Charlie Baker, dem republikanischen Kandidaten für das Gouverneursamt, an. Baker hatte ihre Kandidatur als Vizegouverneurin von Beginn an unterstützt. Nach den knappen Sieg Bakers über die Demokratin Martha Coakley wurde Polito zur Vizegouverneurin ihres Staates gewählt. Wie auch Baker trat sie ihr neues Amt als Stellvertreterin des Gouverneurs am 8. Januar 2015 an. Für die Gouverneurswahl 2018 war sie erneut als Running Mate von Gouverneur Baker. Das Duo setzte sich am Wahltag mit knappen 67 % der Stimmen überlegen durch und wurde für weitere vier Jahre bestätigt. Dieser Wahlsieg, der national von ungünstigen Bedingungen für die Republikaner begleitet war, galt insbesondere der äußerst hohen Popularität Bakers und seiner Arbeit als Regierungschef geschuldet.
Anders als der gesellschaftspolitisch liberale Baker steht Polito für einen konservativeren Kurs in ihrer Partei. So äußerte sie sich, anders als Baker, skeptisch zur Gleichstellung von gleichgeschlechtlichen Ehen. Mit ihrer Kandidatur als Vizegouverneurin wollten die Republikaner auch Wähler ansprechen, denen Baker als zu moderat galt.
Karyn Polito ist verheiratet und hat zwei Kinder.